# Bodytalk
Café Bodytalk, ook geschreven als Body Talk en in de volksmond simpelweg bekend als Bodytalk of BT, is de oudste nog bestaande bar in Utrecht die zich richt op de LHBT-gemeenschap. De bar is geopend op 27 februari 1987 en heeft sindsdien altijd dezelfde eigenaar gehad, Feibe Zweers. Hiermee is het café in Nederland de langst bestaande homobar met dezelfde eigenaar. Behalve op straatniveau is ook de voor Utrecht typerende werfkelder in gebruik als horecaruimte.

## Geschiedenis
De geschiedenis van de moderne homohoreca in Utrecht gaat terug naar de jaren veertig van de vorige eeuw, de eerste homobar werd waarschijnlijk al in de jaren vijftig geopend. Vanaf de jaren zestig ontstonden er meerdere zogenaamde 'nichtenkitten' die een voornamelijk besloten karakter hadden. Bekende barren uit die tijd zijn onder andere La Vie en Rose, Paddy's Bar en De Pauw. Deze bevonden zich allemaal op een locatie aan de Oudegracht, laatstgenoemde zelfs op dezelfde plek als waar nu de Bodytalk zich bevindt. In de jaren 70 en 80 waren onder andere de Sobrinobar, In de Gouwe Gheijt (nu café België) en de Hudson Bar in het aanbod van homohoreca te vinden in Utrecht.
Bij de opening van de Bodytalk in 1987 was deze nog exclusief voor mannen bedoeld. Op dat moment was er in de stad alleen De Roze Wolk te vinden als homodiscotheek, de Bodytalk sloot meer aan bij de diverse kroegen die er te vinden waren op dit gebied. In 2006 sloten De Roze Wolk en bijbehorende 'De Wolkenkrabber' die zich schuin tegenover de Bodytalk bevonden. De Roze Wolk is tegenwoordig in gebruik als sportschool, op de hoek waar De Wolkenkrabber zich bevond opende in 2007 Chueca en uiteindelijk in 2011 Café Kalff.

### Recente geschiedenis
Tot ongeveer 2008 is de Bodytalk voornamelijk voor mannelijke gasten bedoeld, maar vanwege tegenvallende omzetten en een wurgcontract met de bierbrouwer moest het roer om. Nadat de bierinstallatie in eigen beheer is gekomen viel deze kostenpost weg en in combinatie met enkele andere wijzigingen zoals het verdwijnen van de gokkasten heeft de bar een meer open karakter en staan er niet zelden rijen voor de deur in de weekenden.
De kroeg liep in 2016 mee met de eerste Walk of Love in Utrecht. In 2017 was de Bodytalk het Euro Pride House ter ere van het Europees kampioenschap vrouwenvoetbal. Hierbij waren niet alleen de wedstrijden vanuit de werfkelder te volgen, maar werden er ook activiteiten rondom dit sportevenement georganiseerd.

## Locatie
De Bodytalk bevindt zich in een grachtenpand aan de Oudegracht 64. Op straatniveau bevindt zich een ruimte met bar waar in de avonduren ook gedanst kan worden. Via een verborgen luik in de vloer en voor gasten buitenlangs via de werf is toegang tot de beneden gelegen dansruimte en bar die bekend staat als de U-Bar. Deze naam stamt nog uit de tijd dat hier zich een u-vormige bar in het midden van de werfkelder bevond. De kelderruimte wordt gebruikt voor feesten en partijen, maar dient in de zomer voornamelijk als bar in combinatie met het terras gelegen aan de Oudegracht. Vroeger bevond zich in de kelder een darkroom. De eerste en tweede etage van het pand zijn in gebruik als woonruimte. Voordat de Bodytalk op deze plek opende is het pand onder andere in gebruik geweest als café/bar en heette 'De Athene Bar'. Eerder nog, aan het begin van de twintigste eeuw, is de locatie waarschijnlijk in gebruik geweest als winkel.

### Verbouwingen

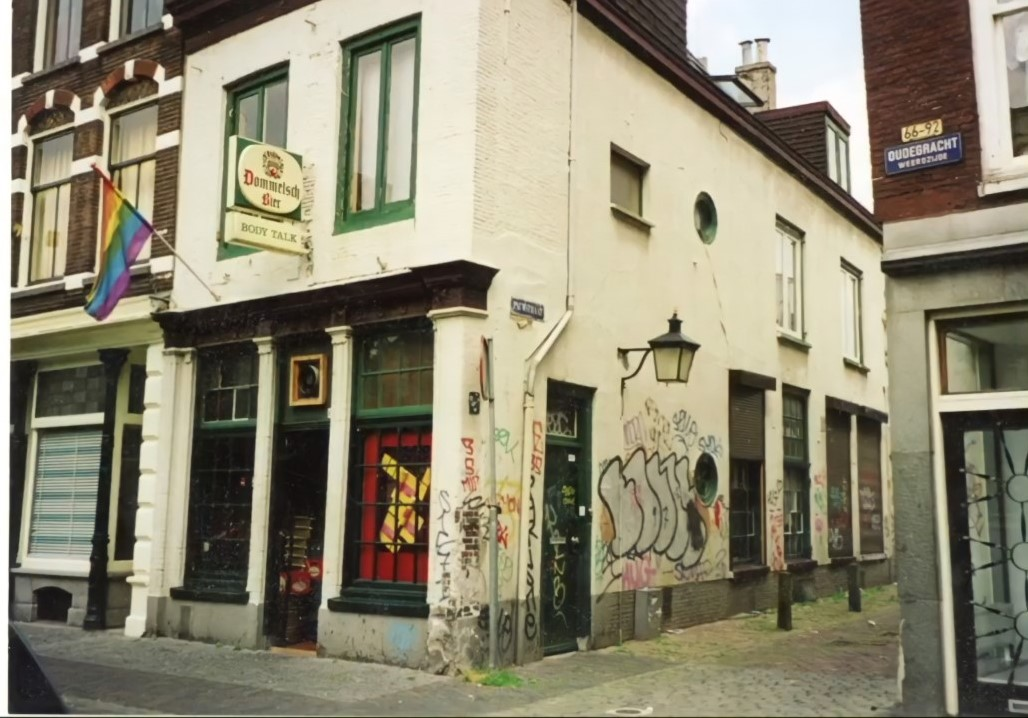
Exterieur Bodytalk 199?

In de loop der jaren hebben de Bodytalk en bijbehorende werfkelder meerdere verbouwingen ondergaan. In sommige gevallen ging het slechts om een kleine cosmetische update zoals een nieuw behang, maar een aantal keer is ook het volledige interieur opnieuw neergezet. Vroeger bevond zich in de bar boven bijvoorbeeld een rookruimte, een open haard en een podium welke nu zijn verdwenen. In de kelder heeft de bar onder andere op verschillende plekken gestaan en hebben ook de darkrooms plaats moeten maken voor een dansvloer. Tijdens de coronasluiting heeft de kelder ook een update gehad om te dienen als uitbreiding van de bar boven qua aankleding en sfeer om beter bij elkaar aan te sluiten. De paaldanspalen die in 2012 op de planning stonden voor de bar zijn er uiteindelijk nooit gekomen.

## Evenementen

### Jaarlijks

#### Midzomergracht en Pride
Sinds 1997 wordt in Utrecht op en rondom de Oudegracht het jaarlijkse Midzomergracht festival gehouden. De organisatie hiervan werd in de eerste jaren uitgevoerd door café Bodytalk, café de Wolkenkrabber en discotheek De Roze Wolk. Hiervoor werd stichting De Overkant opgericht. Later werd er een aparte organisatie opgericht voor dit festival, maar de Utrechtse homohoreca bleef wel altijd betrokken bij de organisatie. In 2017 werd het Midzomergracht festival uitgebreid met de Utrecht Canal Pride, vanaf 2019 een losstaand evenement. Bij alle edities van deze Utrechtse variant van de bekende Amsterdam Pride had ook de Bodytalk een boot die mee vaarde. Eerder was de Bodytalk ook al vertegenwoordigd met een boot tijdens de botenparades in de hoofdstad.

#### Café Theater Festival
Tijdens het eveneens in 1987 in Utrecht begonnen Café Theater Festival wordt de Bodytalk de laatste jaren gebruikt als podium voor verschillende soorten optredens.

### Maandelijks
In samenwerking met de lokale Pathé Bioscoop wordt er een maandelijkse filmavond georganiseerd met een LHBT-gerelateerd thema. Na afloop van de film kunnen de bezoekers in de Bodytalk terecht voor een drankje. Begin jaren 90 konden bezoekers van de Bodytalk ook in de kroeg terecht voor een videoshow ter promotie van veilige seks in samenwerking met het COC; 'In the Heat of the Moment'. Enkele andere van de recentere maandelijkse terugkerende evenementen zijn onder andere de pubquiz en de karaokeavonden.

### Drag in Bodytalk
Sinds 1994 wordt er in de Bodytalk jaarlijks een Dragqueen verkozen tot 'Miss Bodytalk'. Met de eerste prijs wordt een ticket naar de landelijke Miss Travestie Holland verkiezing gewonnen. In de jaren 90 tot begin deze eeuw was er elke zaterdag een dragqueen in de Bodytalk te vinden die acts opvoerde en een loterij voor de gasten presenteerde. Meer recent zijn er onder andere dragqueens in actie geweest bij het presenteren van de karaokeavonden en tijdens de jaarlijkse Christmas sing-a-long in december (ook digitaal in 2020 en 2021).

## Prijzen en onderscheidingen
- 2007 Gouden Domtoren (Feibe Zweers)
- 2012 Annie Brouwer-Korfprijs (Feibe Zweers)
- 2013 Eerste prijs Homohoreca Verkiezing in de categorie (Dans)Café[14]
- 2019 Gold Award Nederlandse Horeca Prijzen[15]
- 2022 Regenboogpluim COC Midden-Nederland

## Studentenvereniging Anteros
De in 2010 opgerichte LHBT-studentenvereniging U.H.S.V. Anteros houdt haar wekelijkse borrels op de woensdagavonden in het café. Hiernaast wordt de Bodytalk ook als uitvalsbasis gebruikt tijdens de jaarlijkse Utrechtse Introductie Tijd (UIT) en worden andere verenigingsactiviteiten en feesten hier vaak georganiseerd. In 2017, bij het 30-jarig bestaan van de Bodytalk, werd eigenaar Feibe Zweers benoemd tot erelid van de vereniging.